# Biblioteka Narodowa Nowej Zelandii
Biblioteka Narodowa Nowej Zelandii (National Library of New Zealand, mao. Te Puna Mātauranga o Aotearoa) – nowozelandzka biblioteka narodowa, znajdująca się w dwóch budynkach w Wellington.

## Historia
Historia Biblioteki Narodowej sięga 1858 roku, kiedy utworzono Bibliotekę Zgromadzenia Ogólnego, która służyła posłom Parlamentu. Biblioteka Narodowa powstała w 1965 roku kiedy Alexander Turnbull Library, General Assembly i National Library Service połączyły się na mocy ustawy National Library Act. W 1980 roku Douglas Lilburn zaproponował, by bibliotekę połączyć z Archive of New Zealand Music. W 1985 roku General Assembly odłączyło się od biblioteki. W sierpniu 1987 roku został otwarty nowy budynek Biblioteki Narodowej przy Molesworth Street. Wtedy też przeniesiono zbiory i personel biblioteki  z 14 obiektów do nowego budynku. W 1988 roku Biblioteka Narodowa stała się samodzielnym  departamentem rządowym i nie podlegała już Departamentowi Edukacji. Wtedy też przyjęło maoryską nazwę Te Puna Mātauranga o Aotearoa, co oznacza  źródło wiedzy. W 2003 roku Zgromadzenie Narodowe uchwaliło Ustawę o Bibliotece Narodowej Nowej Zelandii. W 2011 roku Biblioteka Narodowa została włączona do Departamentu Spraw Wewnętrznych. Obecnie jest częścią Wydziału Informacji i Wiedzy Departamentu Spraw Wewnętrznych.

## Budynek
Główny budynek Biblioteki Narodowej znajduje się na rogu Molesworth Street i Aitken w Wellington. Został zaprojektowany w latach 70. XX wieku w nowym brutalistycznym stylu architektonicznym przez Warren i Mahoney i zbudowany w latach 80. XX wieku. W 2009 roku rozpoczęła się przebudowa budynku Biblioteki, aby podnieść bezpieczeństwo zbiorów i stworzyć przestrzeń magazynową wystarczającą do 2030 roku. Budynek został ponownie otwarty 6 sierpnia 2012. Po remoncie otwarto nową czytelnię na pierwszym piętrze budynku, a na parter przeniesiono galerię i uruchomiono kawiarnię. Projekt przebudowy wykonała firma Warren and Mahoney.

## Zadania biblioteki
Do zadań Biblioteki należy opracowywanie, gromadzenie i udostępnianie dokumentów, w tym szczególnie dokumentów dotyczących Nowej Zelandii i mieszkańców Nowej Zelandii.

## Struktura
- Biblioteka Alexandra Turnbulla (ATL)
- Content Services
- Literacy, Learning and Public Programmes
- Cyfrowa Nowa Zelandia (Digital New Zealand - DNZ)

Biblioteka Narodowa zatrudnia 299 osób [dane na dzień 30 czerwca 2013 r.].

## Biblioteka Alexandra Turnbulla
To "biblioteka w bibliotece". Powstała 1920 roku dwa lata po tym, jak Alexander Horsburgh Turnbull ofiarował swoją kolekcję narodowi, jej zbiory znajdują się obecnie w budynku Biblioteki Narodowej.

## Content Services
Dział ten zajmuje się pozyskiwaniem i opracowaniem zbiorów, ochroną zasobów cyfrowych (archiwizacja Internetu) i usługami dla bibliotek, autorów i wydawców. W ramach usług dla autorów i wydawców Biblioteka Narodowa przyznaje numery ISBN, ISSN i ISMN.

### Cataloging in Publication
W ramach programu Cataloging in Publication (CiP) Biblioteka Narodowa na podstawie danych od wydawcy przygotowuje opis katalogowy, który jest umieszczany w bibliografii Nowej Zelandii "Publications New Zealand". Zapis obejmuje: tytuł, autora, serię, temat, klasyfikację Deweya i proponowaną datę publikacji. Wydawca zamieszcza w książce informację, że opis tej książki jest dostępny w Bibliotece Narodowej Nowej Zelandii.

### Gromadzenie (Legal deposit)
W Nowej Zelandii każdy wydawca ma obowiązek przekazać w formie  "depozytu prawnego"  2 egzemplarze wydawnictw (także bezpłatnych) do Biblioteki Narodowej. Pierwszy trafia do Biblioteki Turnbulla (można z nich korzystać na miejscu, w czytelni), a drugi do zbioru ogólnego i jest udostępniany (także w formie wypożyczeń do bibliotek na terenie Nowej Zelandii). Obowiązek ten obejmuje również publikacje elektroniczne, które należy przesłać mailem na adres Biblioteki. Nieprzestrzeganie tego obowiązku jest zagrożone karą grzywny do 5000 USD.

### Public lending right
Nowozelandzcy autorzy, ilustratorzy i redaktorzy od 2008 roku mają prawo do wynagrodzenia jeśli ich książki są udostępniane w bibliotekach. Przysługuje ono autorom zarejestrowanym w programie (w danym roku). Otrzymują oni prawo do wynagrodzenia na podstawie liczby kopii ich tytułu przechowywanych w bibliotekach nowozelandzkich. Jest ona ustalana na podstawie regularnych ankiet. W 2017 roku zarejestrowanych było 1764 autorów, a średnie wynagrodzenie za książkę wyniosło 3,39 USD.

## Literacy, Learning and Public Programmes
Dział ten opiekuje się bibliotekami szkolnymi. Nie tylko wspomaga bibliotekarzy i nauczycieli, ale również udostępnia zbiory do wypożyczenia. Szkolny koordynator (może nim być bibliotekarz lub nauczyciel) po rejestracji w systemie, może zamówić książki z kolekcji School Lending Collection (dla dzieci 1-13 lat)  i Biblioteki Alexandra Turnbulla. Książki są wypożyczane bezpłatnie, na 1 semestr, a szkoła ponosi tylko koszty zwrotu książek.

## Archiwum Narodowego Dziedzictwa Cyfrowego
Na mocy National Library of New Zealand Act (2003) jednym z zadań Biblioteki Narodowej Nowej Zelandii jest archiwizacja Internetu. Archiwum internetowe jest częścią kolekcji Biblioteki Aleksandra Turnbulla.
Biblioteka zaczęła archiwizację stron internetowych w 1999 roku. Są archiwizowane strony internetowe obejmujące różnorodne tematy, w tym ważne wydarzenia. W tym strony: rządowe, związane z polityką, w tym blogi oraz dotyczące wyborów,  dotyczące Maorysów, społeczności i grup etnicznych, muzyki, sportu, sztuki i środowiska.
Pierwszą akcję archiwizacji nowozelandzkiego internetu zorganizowano w październiku 2008 roku. Zebrano treści z ponad 106 milionów adresów (URL) o łącznej objętości 4.6 terabajta. Jak zaznaczają przedstawiciele Biblioteki, pozyskane zasoby udostępniane będą użytkownikom po ostatecznym opracowaniu kwestii prawnych. Strony archiwizowane są zazwyczaj jeden raz w ciągu roku, a niektóre rozwijające się dynamicznie, częściej.

## Biblioteka cyfrowa "Papers Past"
W 2001 roku Biblioteka Narodowa uruchomiła bibliotekę cyfrową "Papers Past" (Dokumenty Przeszłości). Zawierała ona 250 000  stron nowozelandzkich gazet. Początkowa wersja nie miała jednak przeglądarki, która pozwalałaby na wyszukiwanie pełnotekstowe, dostęp do artykułów i tworzenie zestawień. W 2014 roku zawierała ponad 3,5 miliona zdigitalizowanych stron z ponad 90 tytułów prasowych opublikowanych w Nowej Zelandii w latach 1839-1945. W Nowej Zelandii prawo chroni prawa autora do 50 lat po jego śmierci.
Udostępnione zostały:
- gazety codzienne (Newspapers) z  Nowej Zelandii i Pacyfiku z XIX i XX wieku. Zbiór obejmuje lata 1839-1945[24].
- magazyny i czasopisma (Magazines and Journals)[25].
- pamiętniki i listy (Letters and Diaries)[26].
- dokumenty parlamentarne (Parliamentary Papers)[27].

### Oprogramowanie
Ponieważ korzystanie z biblioteki cyfrowej było skomplikowane, ze względu na brak dobrej wyszukiwarki w 2007 roku w ramach projektu New Zealand Digital Library Project Uniwersytetu Waikato (Hamilton, Nowa Zelandia) we współpracy z UNESCO oraz Human Info NGO na potrzeby biblioteki powstało oprogramowanie Greenstone Digital Library.
Adres strony: https://paperspast.natlib.govt.nz/